# Каплунівська сільська рада
Каплу́нівська сільська́ ра́да — адміністративно-територіальна одиниця та орган місцевого самоврядування у Краснокутському районі Харківської області. Адміністративний центр — село Каплунівка.

## Загальні відомості
- Каплунівська сільська рада утворена в 1920 році.
- Територія ради: 53,906 км²
- Населення ради: 892 особи (станом на 2001 рік)

## Населені пункти
Сільській раді були підпорядковані населені пункти:
- с. Каплунівка
- с. Мойка

## Склад ради
Рада складалася з 14 депутатів та голови.
- Голова ради: Сусла Віталій Васильович
- Секретар ради: Кравцова Наталія Петрівна

### Керівний склад попередніх скликань
| Прізвище, ім'я, по батькові | Основні відомості                                                         | Дата обрання | Дата звільнення |
| --------------------------- | ------------------------------------------------------------------------- | ------------ | --------------- |
| Митюк Василь Михайлович     | Сільський голова, 1970 року народження, безпартійний                      | 26.03.2006   | 31.10.2010      |
| Сусла Віталій Васильович    | Сільський голова, 1971 року народження, освіта вища, член Партії регіонів | 31.10.2010   |                 |

Примітка: таблиця складена за даними сайту Верховної Ради України

### Депутати
За результатами місцевих виборів 2010 року депутатами ради стали:

#### За суб'єктами висування
| Суб'єкт висування | Кількість обраних депутатів | %    |
| ----------------- | --------------------------- | ---- |
| Партія регіонів   | 13                          | 92,9 |
| Самовисування     | 1                           | 7,1  |

#### За округами
| № округу        | Прізвище, ім'я, по батькові  | Дата визнання обраним | Освіта  | Партійна приналежність | Відомості про обраного депутата                       |
| --------------- | ---------------------------- | --------------------- | ------- | ---------------------- | ----------------------------------------------------- |
| Партія регіонів |                              |                       |         |                        |                                                       |
| 1               | Найденцов Віктор Миколайович | 04.11.2010            | вища    | позапартійний          | Каплунівська школа-садок, директор                    |
| 2               | Гук Іван Володимирович       | 04.11.2010            | середня | член Партії регіонів   | тимчасово не працює                                   |
| 3               | Гончаренко Сергій Михайлович | 04.11.2010            | вища    | позапартійний          | ТОВ «Козіївське», водій                               |
| 4               | Цебенко Інна Олександрівна   | 17.11.2013            | середня | член Партії регіонів   | підприємець                                           |
| 5               | Фотієва Марія Миколаївна     | 04.11.2010            | вища    | позапартійна           | тимчасово не працює                                   |
| 6               | Скибенко Павло Андрійович    | 04.11.2010            | середня | позапартійний          | тимчасово не працює                                   |
| 7               | Кравцова Наталія Петрівна    | 04.11.2010            | вища    | позапартійна           | Каплунівська сільська рада, секретар сільської ради   |
| 8               | Велієв Сайяд Юсіф огли       | 04.11.2010            | середня | позапартійний          | ПП"Дніпро", тракторист                                |
| 9               | Власюк Лариса Миколаївна     | 04.11.2010            | середня | позапартійна           | Каплунівська амбулаторія ЗПСМ, молодша медична сестра |
| 10              | Курило Федір Володимирович   | 04.11.2010            | середня | позапартійний          | ВАТ «Харківгаз» Нововодолазька філія, слюсар          |
| 11              | Косенко Олександр Григорович | 04.11.2010            | вища    | член Партії регіонів   | Пархомівське лісове господарство, майстер             |
| 12              | Литовяенко Ніна Віталіївна   | 04.11.2010            | вища    | позапартійна           | Краснокутський територіальний центр, соцпрацівник     |
| 14              | Книш Валентина Перівна       | 04.11.2010            | середня | позапартійна           | Відділення поштового зв"язку с. Каплунівка, листоноша |
| Самовисування   |                              |                       |         |                        |                                                       |
| 13              | Гудим Микола Іванович        | 04.11.2010            | середня | позапартійний          | тимчасово не працює                                   |